# Eleanor Brinkhoff
Eleanor Brinkhoff (17 de mayo de 1997) es una deportista británica que compite en remo. Ganó dos medallas en el Campeonato Europeo de Remo de 2025, oro en ocho con timonel y bronce en dos sin timonel.

## Palmarés internacional
| Campeonato Europeo | Campeonato Europeo | Campeonato Europeo | Campeonato Europeo |
| Año                | Lugar              | Medalla            | Prueba             |
| ------------------ | ------------------ | ------------------ | ------------------ |
| 2025               | Plovdiv (Bulgaria) | Medalla de oro     | Ocho con timonel   |
| 2025               | Plovdiv (Bulgaria) | Medalla de bronce  | Dos sin timonel    |